# 国際電気会議
国際電気会議（こくさいでんきかいぎ、International Electrical Congress）は、1881年から1904年にかけて4回開かれた、当時はまだ新しい分野であった電気工学に関する国際会議である。パリで開かれた第1回会議はフランス政府が主催した。いずれの会議にも、各国の代表者や有力な科学者などが参加した。会議の主な目的は、電気の単位や電気機器に関する信頼性の高い国際規格を決定することだった。

## 背景
1881年当時、各国それぞれに、あるいは複数の国で使われる、同じ物理量の電気の単位が複数存在した。起電力の単位は少なくとも12種類、電流の単位は10種類、電気抵抗の単位は15種類あった。
そのため、これらを統一するための会議が19世紀末から20世紀初頭にかけて何度か開かれ、「国際電気会議」(International Electrical Congress)、「電気会議」(Electrical Conference)などと呼ばれた。これらの会議をどのように分類するかは、資料により異なる。本項目では、各国政府の代表者が参加する会議を「国際電気会議」と呼ぶこととし、それ以外の会議を「関連会議」として説明する。関連会議の中には、国際電気会議の準備として開かれたものもある。
1906年に国際電気標準会議(IEC, International Electrotechnical Commission)が設立された。初期のIECが開催した国際会議である「国際電気標準会議」(International Electrotechnical Congresses)も国際電気会議と呼ばれることがある。本項目では国際電気標準会議とその関連会議についても説明する。

## 1881年パリ（第1回国際電気会議）
第1回国際電気会議は1881年9月15日から10月5日にかけて、国際電気博覧会の関連イベントとしてパリで開催された。フランスの郵政大臣ルイ・アドルフ・コシュリが議長を務めた。会議において、イギリスのウィリアム・トムソン（ケルヴィン卿）、ドイツのヘルマン・フォン・ヘルムホルツ、イタリアのジルベルト・ゴビが副議長に選出された。参加者は200〜250人で、1882年に議事録が出版された。主な参加者にヘルマン・フォン・ヘルムホルツ、ルドルフ・クラウジウス、グスタフ・キルヒホフ、ヴェルナー・フォン・ジーメンス、エルンスト・マッハ、ジョン・ウィリアム・ストラット（レイリー卿）、ハインリヒ・レンツらがいる。
この会議の主要議題は、電気の単位、国際電信の改善、電気の応用の3つだった。1873年にイギリス科学振興協会が提案したオームとボルトを実用単位として採択し、電流、電荷、静電容量の単位をそれぞれアンペア、クーロン、ファラドと定めて実用的な単位系を完成させることが決議された。また、オームを現示するための水銀柱の長さを決定するために、国際委員会が試験を行うことも決議された。

## 1882年・1884年パリ
"Conférence international pour la détermination des unités électriques"（電気単位の決定に関する国際会議）が1882年10月16日から10月26日にかけてパリで開催された。この会議は、1881年の第1回国際電気会議がきっかけとなって開催されたものである。1882年に議事録が出版された。同じ名称の会議が1884年にもパリで開催された。

## 1889年パリ
"International Congress of Electricians"（国際電気技術者会議）が1889年8月24日から8月31日にかけて、パリ万国博覧会の関連イベントとしてパリで開催された。11か国以上から約530人が参加した。
この会議では、電力と仕事の「実用単位」などのいくつかの単位が採択された。電力の単位ワットは107エルグ毎秒、仕事の単位ジュールは107エルグと定義された。このほか、磁気の実用単位についても検討が行われたが、決議や勧告は行われなかった。

## 1891年フランクフルト
1891年9月7日から9月12日にかけて、ドイツの電気学会(Elektrotechnische Gesellschaft)が主催する国際電気博覧会の関連イベントとしてフランクフルトで国際会議が開催された。この会議には、イタリアのガリレオ・フェラリスが副議長として参加していた。参加者は715人で、そのうち473人がドイツ人だった。1892年に公式の報告書が出版された。
この会議では、理論と測定科学、強電流技術、信号・電信・電話、電気化学と電流の応用、電灯・電話・電信に使われる電流の違いによる都市間対立の調停のための法制度という5つの分野で議論が行われた。

## 1892年エディンバラ
1892年にエディンバラで開催されたイギリス科学振興協会の年次会合に合わせて国際会議が開かれた。

## 1893年シカゴ（第2回国際電気会議）
第2回国際電気会議は1893年8月21日から8月25日にかけて、シカゴ万国博覧会の関連イベントとしてシカゴで開催された。参加者は約500人だった。イライシャ・グレイが議長を務めた。1894年に議事録が出版された。
この会議では、クラーク電池などの測定単位の改良が議論された。オーム、アンペア、ボルトの現示法の規則が定められた。オームとアンペアはCGS電磁単位系により定義された。これらの単位は、1881年の会議での提案と区別するために「国際電気単位」と呼ばれた。

## 1896年ジュネーヴ
1896年にジュネーヴで開催されたスイス博覧会に合わせて、8月4日から8月9日にかけて国際会議が開かれた。会議開催の連絡が遅れたため、参加者はスイスとその周辺のオーストリア、ドイツ、ベルギーを中心とした約200人に留まった。
この会議では、磁気の単位、測光の単位、長距離送電、大気放電に対する高圧線の保護、電気鉄道の運営に関する問題が議題となった。

## 1900年パリ（第3回国際電気会議）
第3回国際電気会議は1900年8月18日から8月25日にかけて、パリ万国博覧会の関連イベントとしてパリで開催された。エルテール・マスカールが議長を務めた。参加者は900人を超えたが、その約半数がフランスからの参加者だった。約120件の論文が発表された。1901年に2巻の議事録が出版された。
この会議では、主に磁気の単位について議論された。この会議で、CGS単位系の4つの磁気の単位に対する名称が提案された。そのうち採択されたのは、磁束(Φ)の単位「マクスウェル」と磁場(H)の単位「ガウス」の2つのみである。一部の参加者が、ガウスは磁束密度(B)の単位として採用されたと誤解して報告した。この誤りは現在の教科書でも見られ、誤った報告が引用されている。フランス語で書かれた議事録に残るガウスに関する記述は"champ magnetique"であり、これをそのまま英語に訳すと"magnetic field"となる。英語の"magnetic field"は、BとHの両方に使われてきた（磁場の冒頭部の記述も参照）。1930年に国際電気標準会議が、磁場の強さ(H)と磁束密度(B)は別の物であると決議し、1900年の会議の決定とは反対に、ガウスは磁束密度の単位とした。

## 1904年セントルイス（第4回国際電気会議）
第4回国際電気会議は1904年9月12日から9月17日にかけて、セントルイス万国博覧会の関連イベントとしてセントルイスで開催された。
この会議では、2つの常設国際委員会の設置が勧告された。1つは電気の単位の標準に関するもの、もう1つは電気機器の標準に関するものである。この勧告は、1906年の国際電気標準会議(IEC)設立のきっかけとなった。

## 1905年ベルリン
1905年10月23日から10月25日にかけて、ベルリン・シャルロッテンブルクのドイツ帝国物理工学研究所（現 ドイツ物理工学研究所）でInternationale Konferenz über Elektrische Masseinheiten（電気単位国際会議）が開催された。
1904年の第4回国際電気会議において、電気の単位とその解釈の不一致を解決するために別の国際会議を開催することが推奨された。ドイツ帝国物理工学研究所長エミール・ワールブルクは、アメリカ（国立標準局）、イギリス（国立物理研究所）、オーストリア、ベルギーの国家標準委員会の代表者を招聘して、電気に関する標準と単位に関する非公式の会議を開催した。このほか、フランスのエルテール・マスカール、イギリスのレイリー卿、アメリカのヘンリー・スミス・カーハートも招待された。会議には、招待された15人のうち13人が参加した。その内訳は、ドイツ帝国研究所から6人、ベルギー電気単位委員会から2人、オーストリア標準化委員会から2人、イギリス国立物理研究所から1人（リチャード・グレイズブルック）とマスカール、カーハートである。参加しなかった2人のうち、アメリカ国立標準局長のサミュエル・ウェスレイ・ストラットンは、国家標準局の意見と提案をまとめた論文を会議に送った。1906年に議事録が出版された。
この会議の議論は、1904年の第4回国際電気会議で決議された、オーム、アンペア、ボルトの再定義に集中した。主な問題は、オーム、アンペア、ボルトをそれぞれ独立に定義するか、3つのうち2つだけ定義するか、後者の場合どの2つを定義するかということだった。最終的に、国際オームと国際アンペアの2つを基本単位とし、他の電磁気の単位はこの2つから組み立てることが決定された。また、ウェストン電池を標準電池として採用し、1893年の第2回国際電気会議で形状が規定された水銀管の使用法に関する規則を追加した。この会議では、国によって電気単位に関する法律が異なるため、1年以内に再度国際会議を開き、国際的な電気標準についての合意を形成することが決議された。

## 1908年マルセイユ
1908年9月14日から9月19日にかけて、国際電気応用博覧会の関連イベントとしてマルセイユで開催された。1909年に3巻の議事録が刊行された。

## 1908年ロンドン（第1回国際電気標準会議）
国際電気標準会議(IEC)の電気単位・標準委員会が主催して、1908年10月にロンドンでInternational Conference on Electric Units and Standards（電気の単位と標準に関する国際会議）が開催された。
この会議では、1893年にシカゴで開催された第2回国際電気会議で提案された国際電気単位が正式に承認された。

## 1911年トリノ（第2回国際電気標準会議）
1911年9月10日から9月17日にかけて、イタリア電気技術者協会、国際電気標準会議イタリア電気技術委員会の主催によりトリノで開催された。

## 1915年サンフランシスコ（第3回国際電気標準会議）
1915年9月13日から18日まで、アメリカ電気学会の主催によりサンフランシスコで開催される予定だったが、第一次世界大戦の勃発により中止された。